# Dokidoki! PreCure
Dokidoki! PreCure (ドキドキ!プリキュア, Dokidoki! Purikyua), également intitulé Dokidoki! Pretty Cure et  Glitter Force Doki Doki   en version occidentale est une série d'animation japonaise et la dixième saison de la franchise Pretty Cure d'Izumi Todo et est à ce titre anniversaire. Produit par Toei Animation, la série sera diffusée pour la première fois le 3 février 2013, remplaçant Smile PreCure! à son heure de diffusion initiale.

## Synopsis
Mana Aida, Présidente des élèves en deuxième année au Collège Ōgai, aime aider les autres. Cependant, lors d'une visite à la Clover Tower (Tour trèfle), un monstre apparaît ! Ce sont les égoïstes qui lancent un assaut sur la Terre après avoir détruit le Royaume Atout!
Sans faire attention, Mana prend part au combat entre Cure Sword et les monstres Jikochū. Elle rencontre la fée Sharuru et active le Cure Lovies! Mana devient Cure Heart! 
Avec l'aide de ses amies d'enfance Rikka (Cure Diamond), Alice (Cure Rosetta) et la mystérieuse Cure Sword, Mana protège la Terre des égoïstes tout en essayant de sauver le Royaume Atout!

## Personnages

### Pretty Cure/Glitter Force
Maya Aida (相田 マナ, Aida Mana, Mana Aida) / Glitter Cœur (キュアハート, Kyua Hāto, Cure Heart)
Une jeune fille de 14 ans, qui adore aider les autres. Maya est la présidente de l'association des élèves de son collège, le collège Ôgaidaichi. C'est une fille mature et dynamique. Lorsqu'elle se transforme en Cure Heart, ses cheveux magenta foncés deviennent jaunes et plus longs pour se rattacher en une queue de cheval. Ses yeux deviennent un peu plus clairs. Sa couleur est le rose. Sharuru est sa partenaire. Son symbole est un cœur. Plus tard, elle aura une très forte relation amicale avec Regina alors que celle-ci est censée être sa rivale. Elle semble être descendante de l'Impératrice Glitter.
Sa phrase d'introduction est : « Un amour débordant ! Cure Heart ! » ("Minagiru ai! Cure Heart!")
Dans la version occidentale, ça devient : "Le pouvoir de l'amour ! Je suis Glitter Cœur !"
Rachel (菱川 六花, Hishikawa Rikka, Rikka Hishikawa) / Glitter Carreau (キュアダイヤモンド, Kyua Daiyamondo, Cure Diamond)
Rachel est amie avec Maya depuis leur enfance. Sa mère est docteur et son père photographe, ce qui fait qu'elle est souvent seule chez elle. Elle a un rôle très protecteur envers Maya. Elle est Cure Diamond. Lorsqu'elle se transforme, ses cheveux s'éclaircissent, ainsi que ses yeux. Son costume est bleu et blanc, tout comme Raquel, son partenaire. Son symbole est le diamant. Elle dit toujours haut et fort ce qu'elle pense. Elle développera des sentiments amoureux réciproques pour Ira lors de la saison 2.
Dans la version occidentale, ça devient "La voie de la sagesse ! Glitter Carreau !
Clara Yotsuba (四葉 ありす, Yotsuba Arisu, Alice Yotsuba) / Glitter Trèfle (キュアロゼッタ, Kyua Rozetta, Cure Rosetta)
Alice est aussi une amie d'enfance de Maya et de Rikka. Plutôt d'une personnalité calme et douce, elle vit dans une famille riche. Lorsqu'elle se transforme, ses cheveux deviennent roux pâle et ses yeux jaunissent. Son costume est blanc, vert et jaune. Son partenaire est Lance et leur symbole est un trèfle à trois feuilles avec une tige en dessous. Quand elle se transforme, elle devient Cure Rosetta.
Sa phrase d'introduction est : « Un endroit chaud et ensoleillé ! Cure Rosetta ! »
Dans la version occidentale ça devient : "Aussi radieuse et chaleureuse que le soleil ! Je suis Glitter Trèfle  !
Mackenzie Mack (剣崎真琴, Kenzaki Makoto, Makoto Kenzaki)/Glitter Pique (キュアソード, Kyua Sōdo, Cure Sword)
Makoto est l'une des principaux remèdes de la série. Originaire du royaume de Trump, elle est une idole très célèbre. Elle est une fille très responsable et tête forte, mais elle est aussi indépendante et se sacrifie souvent pour le bien des autres. Quand elle se transforme, elle devient Cure Sword. Son costume est violet et blanc. Et sa fée partenaire est Davi.
Au royaume de Trump, elle était déjà une idole. Elle chantait surtout pour la princesse Marie-Ange. Ses parents sont morts dans un accident quand elle était bébé, alors elle a passé toute son enfance à l'orphelinat du royaume, mais elle a quand même passé une belle enfance en jouant avec les autres enfants.
Dès l'âge de 14 ans, le royaume s'est fait attaquer par le Selfish Trio. Elle a tenté de se sauver du royaume de Trump pour aller au Japon avec la princesse et Davi, mais la princesse n'a pas réussi à la suivre donc, elle est allée au Japon avec Davi.
Après cet incident, Makoto a décidé de devenir une idole pour que la princesse l'entende chanter de loin.
Sa phrase d'introduction est : « La lame courageuse ! Cure Sword ! »
Dans la version occidentale, ça devient : "La lame du courage ! Glitter Pique !
Natalie (円亜久里, Madoka Aguri, Aguri Madoka) / Glitter Ace (キュアエース, Kyua Ēsu, Cure Ace)
Natalie est âgée de dix ans, elle est le côté de cœur lumineux de la Princesse Marie Angelica et se trouve être une "sœur" de Régina, elle a été élevée par sa grand-mère qui l'a adoptée. Sa couleur est le rouge. Elle aidera les Glitter Forces à devenir plus puissantes.
Sa phrase d'introduction est : « L'atout de l'amour ! Cure Ace ! »
En version occidentale, ça devient : "A comme Absolument fabuleuse, je suis Glitter Ace !"

### Royaume Trump/Splendorious
Kippie (シャルル, Sharuru, Charles)
Doublure : Kumiko Nishihara
Rory (ラケル, Rakeru, Rachel)
Doublure : Yuka Terasaki
Lance (ランス, Ransu, Lance)
Doublure : Ayaka Ōhashi
Davi (ダビィ, Dabī, Dabi)/DB
Doublure : Yumi Uchiyama
Joe Okada (ジョー岡田, Jō Okada)/Jonathan Klondike (ジョナサン・クロンダイク, Jonasan Kurondaiku)
Doublure : Takahiro Sakurai
Il s'agit du mari de la Princesse, il aidera les Glitter Forces à vaincre le roi Mercenare et à obtenir leurs Glitter Strass de Transformation. Il deviendra le premier Président de la république de Splendorius (Trump)
Marie-Angelica (マリー・アンジュ, Marī Anju)
Doublure : Yuka Imai
Dina (アイちゃん, Ai-chan) Elle sera l'âme perdue de la Princesse Marie-Angelica, elle naîtra dans un œuf et permettra à Natalie de se transformer en Glitter Ace.
Doublure : Yuka Imai

### Autres
Sebastian (セバスチャン, Sebasuchan)
Doublure :Izō Oikawa
Le majordome de Clara, il inventera un prototype de Glitter Tablette pour protéger Clara, et pouvoir défendre celle-ci. Il la perdra.
Kentaro Aida (相田 健太郎, Aida Kentarō)
Doublure :Nobuaki Kanemitsu
Ayumi Aida (相田 あゆみ, Aida Ayumi)
Doublure :Harumi Ueda
Sokichi Bandō (坂東 宗吉, Bandō Sōkichi)
Doublure :Akihiko Ishizumi
Yuzo Hishikawa (菱川 悠蔵, Hishikawa Yūzo)
Doublure :Mugihito
Ryoko Hishikawa (菱川 亮子, Hishikawa Ryōko)
Doublure :Ayumi Yuya
Ichiro Yotsuba (四葉 一郎, Yotsuba Ichirō)
Doublure :Mugihito
Seiji Yotsuba (四葉 星児, Yotsuba Seiji)
Doublure :Hidetoshi Nakamura
Mari Madoka (円 茉里, Madoka Mari)
Doublure :Jun Karasawa

### Jikochu/Mercenares
Proto Jikochu (プロトジコチュー, Puroto Jikochū)
Doublure : Masami Iwasaki
King Jikochu (キングジコチュー, Kingu Jikochū)
Doublure : Hōchū Ōtsuka
Regina (レジーナ, Rejīna)
Doublure : Kumiko Watanabe
Regina est le côté obscur du coeur de la Princesse Marie Angelica, elle grandira pour devenir la Princesse Regina des Mercenares, on remarquera qu'elle a une forte amitié avec Maya alors qu'elles sont censées être rivales, tentera deux fois de suite d'être son amie.
Jikochu (ジコチュー, Jikochū)
Doublure : Masami Iwasaki

#### Trio Jikochu
Ira (イーラ, Īra)
Doublure : Mayumi Tanaka
Développera des sentiments amoureux pour rikka dans la saison 2. 
Marmo (マーモ, Māmo)
Doublure : Atsuko Tanaka
Beel (ベール, Bēru)
Doublure : Kazuhiro Yamaji

#### Liva et Gula
Liva (リーヴァ, Rīva)
Doublure : Nobuo Tobita
Gula (グーラ, Gūra)
Doublure : Masuo Amada

### Distribution
Version Originale
- Hitomi Nabatame : Mana/Cure Heart
- Minako Kotobuki : Rikka/Cure Diamond
- Mai Fuchigami : Alice/Cure Rosetta
- Kanako Miyamoto : Makoto/Cure Sword
- Rie Kugimiya : Aguri/Cure Ace

Version Française
- Justine Hostekint : Maya/Glitter Cœur
- Marie Dessalle : Rachel/Glitter Carreau, Davi
- Sarah Cornibert : Clara/Glitter Trèfle
- Émilie Charbonier : Mackenzie/Glitter Pique
- Sandra Vandroux : Natalie/Glitter Ace
- Elise Gamet : Kippie
- Emmanuelle Lambrey : Rory
- Julien Rampon : Lance

Studio d'enregistrement VF : BTI Studios
Direction Artistique : Tim Borne
Adaptation des dialogues : Fred Roux

## Anime

### Série télévisée

#### Musiques
| Opening  | Opening                           | Opening         | Ending   | Ending            | Ending         |
| Épisodes | Titre                             | Artiste         | Épisodes | Titre             | Artiste        |
| -------- | --------------------------------- | --------------- | -------- | ----------------- | -------------- |
| Tous     | Happy Go Lucky! Dokidoki! PreCure | Tomoyo Kurosawa | 1 - 26   | Kono sora no mukō | Hitomi Yoshida |
| Tous     | Happy Go Lucky! Dokidoki! PreCure | Tomoyo Kurosawa | 27 - 49  | Lovelink          | Hitomi Yoshida |

### Films d'animation

#### PreCure All Stars New Stage 2
Ce film est sorti le 16 mars 2013.

#### Dokidoki! PreCure Le film: Mana se marie!!? La Robe de l'Éspoir relie le Futur
Ce film est sorti le 26 octobre 2013.